# Santoña
Santoña é um município da Espanha na comarca de Trasmiera, província e comunidade autónoma da Cantábria. Tem 11,5 km² de área e em 2021 tinha 11 011 habitantes (densidade: 957,5 hab./km²).

## Demografia
| Variação demográfica do município entre 1991 e 2004 [carece de fontes?] | Variação demográfica do município entre 1991 e 2004 [carece de fontes?] | Variação demográfica do município entre 1991 e 2004 [carece de fontes?] | Variação demográfica do município entre 1991 e 2004 [carece de fontes?] |
| ----------------------------------------------------------------------- | ----------------------------------------------------------------------- | ----------------------------------------------------------------------- | ----------------------------------------------------------------------- |
| 1991                                                                    | 1996                                                                    | 2001                                                                    | 2004                                                                    |
| 10728                                                                   | 11843                                                                   | 11053                                                                   | 11521                                                                   |

## Património
- Farol del Caballo - fora de serviço, possui 768 degraus[2]